# Гуня (Хорватія)
Гуня (хорв. Gunja) — населений пункт і громада в Вуковарсько-Сремській жупанії Хорватії.

## Населення
Населення громади за даними перепису 2011 року становило 3 732 осіб, 1 з яких назвала рідною українську мову.
Динаміка чисельності населення громади:

## Клімат
Середня річна температура становить 11,25 °C, середня максимальна – 25,58 °C, а середня мінімальна – -5,70 °C. Середня річна кількість опадів – 752 мм.
| Клімат поселення                              | Клімат поселення | Клімат поселення | Клімат поселення | Клімат поселення | Клімат поселення | Клімат поселення | Клімат поселення | Клімат поселення | Клімат поселення | Клімат поселення | Клімат поселення | Клімат поселення | Клімат поселення |
| Показник                                      | Січ.             | Лют.             | Бер.             | Квіт.            | Трав.            | Черв.            | Лип.             | Серп.            | Вер.             | Жовт.            | Лист.            | Груд.            |                  |
| Середній максимум, °C                         | 6,21             | 8,24             | 12,84            | 17,46            | 22,57            | 25,58            | 25,56            | 25,08            | 21,11            | 15,77            | 9,88             | 5,87             |                  |
| Середня температура, °C                       | 0,25             | 2,30             | 6,88             | 11,48            | 16,59            | 19,60            | 21,30            | 20,88            | 16,89            | 11,53            | 5,64             | 1,64             |                  |
| Середній мінімум, °C                          | −5,7             | −3,69            | 0,90             | 5,51             | 10,64            | 13,68            | 17,10            | 16,66            | 12,68            | 7,30             | 1,41             | −2,58            |                  |
| Норма опадів, мм                              | 48               | 44               | 47               | 58               | 68               | 97               | 77               | 67               | 57               | 62               | 69               | 58               |                  |
| Середньомісячна швидкість вітру, м/с          | 1.80             | 2.00             | 2.40             | 2.30             | 2.10             | 1.90             | 1.90             | 1.73             | 1.66             | 1.76             | 1.80             | 1.80             |                  |
| Середньомісячна сонячна радіація, кДж/м²·день | 4447             | 7203             | 11236            | 15653            | 19286            | 21372            | 22459            | 20608            | 15188            | 9566             | 5022             | 3718             |                  |
| --------------------------------------------- | ---------------- | ---------------- | ---------------- | ---------------- | ---------------- | ---------------- | ---------------- | ---------------- | ---------------- | ---------------- | ---------------- | ---------------- | ---------------- |
| Джерело:                                      |                  |                  |                  |                  |                  |                  |                  |                  |                  |                  |                  |                  |                  |